# Taenaris madu
Taenaris madu is een vlinder uit de familie Nymphalidae. De wetenschappelijke naam van de soort is voor het eerst geldig gepubliceerd in 1944 door Brooks.